# Wynncraft
Wynncraft est un serveur Minecraft de jeu de rôle en ligne massivement multijoueur (massive multiplayer role-playing game ou MMORPG en anglais) fantasy créé par Jumla, Salted et Grian, lancé en Avril 2013. Selon Salted, l'un des gérants du serveur, plus de 2,9 millions de joueurs avaient déjà joué sur le serveur en Mars 2021.

## Système de jeu
Le gameplay de Wynncraft permet au joueur de remplir des quêtes, rejoindre des guildes, combattre des boss, et bien plus encore. Les joueurs choisissent leur classe entre Archer, Assassin, Mage, Guerrier et Shaman, et après un tutoriel se lancent dans la province de Wynn, l'une des cinq provinces connues de Wynncraft. Le monde du serveur mesure à peu près 4 400 blocs par 5 500 et est composé de deux continents, Wynn et Gavel, séparés par un océan et quelques îles. Le design de Wynncraft s'inspire du MMORPG RuneScape, et comportait des centaines de quêtes en 2021,. Coût initial de Minecraft à part, le serveur est free-to-play, avec la possibilité pour les joueurs d'acheter des cosmétiques dans le jeu,.

## Accueil
Wynncraft a reçu de nombreuses accolades pour son étendue et son gameplay. Dans son article sur Kotaku Australia, Luke Plunkett complimente la carte de Wynncraft et qualifie le serveur de "MMO complet et légitime". Carl Velasco de Tech Times a dit du serveur qu'il était "dingue" et "un exemple époustouflant de ce qui peut être fait en utilisant le moteur bac à sable de Minecraft". Austin Wood de PC Gamer était "constamment ébahi par tout ce qu'il est possible de faire". En Juillet 2017, Wynncraft était le plus grand MMORPG construit dans Minecraft, selon le livre Guinness des records.